# Koloss von Barletta

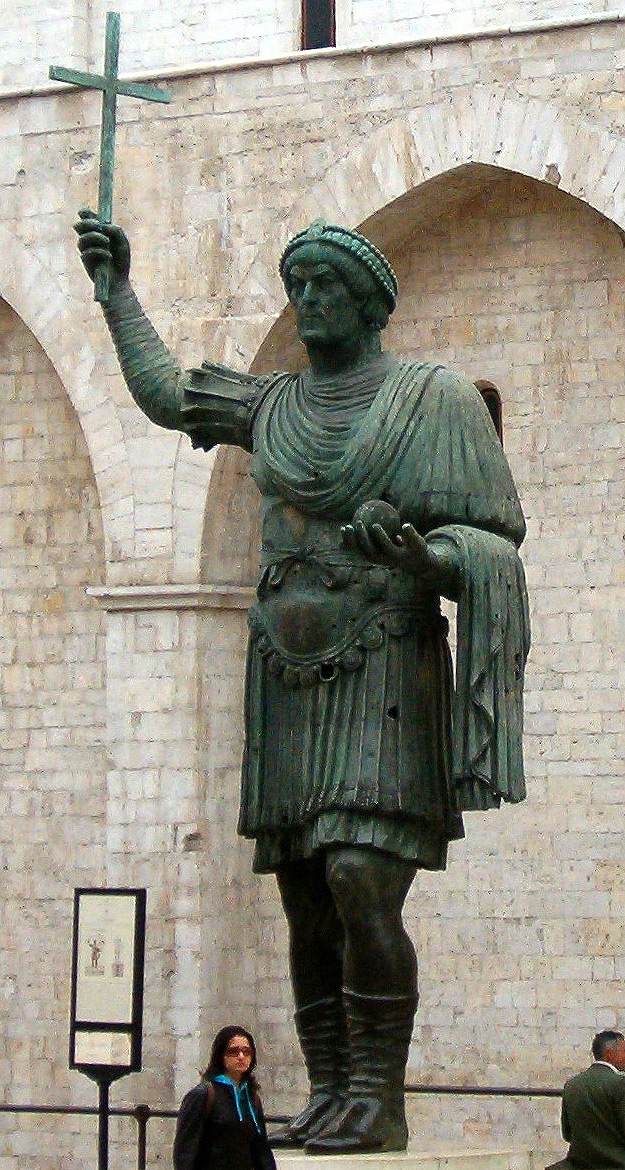
Der Koloss von Barletta

Der Koloss von Barletta ist eine im Wachsgussverfahren hergestellte Bronzestatue, die wahrscheinlich in der zweiten Hälfte des 5. Jahrhunderts entstand und heute in der Hafenstadt Barletta in Apulien steht. Die heute 5,11 m hohe Statue, deren antiker Bestand bis zum Diadem eine Höhe von 3,55 m erreicht, wurde 1309 erstmals urkundlich als königliches Eigentum von Karl II. von Anjou erwähnt und lag beinahe vollständig erhalten im Hafen von Barletta. 1491 wurden fehlende Teile an Armen und die Beine ergänzt, zudem wurden Teile des Gewandes und des Halses geflickt. Die Schädelkalotte fehlt. Die Statue steht neben der Basilika Santo Sepolcro.
Wen die Statue repräsentiert, ist nicht sicher zu klären; wahrscheinlich stellt sie einen der spätrömischen Kaiser dar; ob Markian (450–457), Leo I. (457–474) oder einen anderen, ist ungeklärt.

## Herkunft
Die Bronzestatue war ursprünglich vielleicht Teil eines Säulenmonuments, das in Konstantinopel stand. Über den Weg, wie die Statue nach Bari gelangte, gibt es in der Wissenschaft unterschiedliche Thesen. Denkbar ist, dass die Statue bereits in der Spätantike nach Italien gesandt wurde, denn es war üblich, dass dort auch nach der so genannten Reichsteilung von 395 Statuen der im Westen anerkannten Ostkaiser aufgestellt wurden. Es ist bekannt, dass Friedrich II. eine bronzene Kaiserstatue von Ravenna, der einstigen Residenzstadt Westroms, nach Süditalien schaffen ließ, die dort aber nie ankam. Möglicherweise handelte es sich dabei um den Koloss von Barletta.
Nach einer anderen These wurde die Statue nach der Plünderung von Konstantinopel im Jahr 1204 von Venezianern mitgebracht und bei einem Schiffbruch vor der salentinischen Küste verloren.

## Beschreibung
Fest steht nach Ansicht der meisten Forscher, dass es sich um das Bildnis eines spätantiken Kaisers Ostroms handelt. Der ehemals beinahe fünf Meter hohe Koloss ist mit zwei Tuniken, Panzer, Schärpe und Paludamentum bekleidet, das Haupt ist mit einem Diadem in dem glatten und halblangen, nur am Rand gestutzten Haar bekrönt. Insgesamt ist die Statue auf Fernwirkung angelegt, da die Einzelformen wenig differenziert sind.
Die Stilelemente verweisen eindeutig auf eine oströmische Herkunft. Früher hielt man die Statue für ein Abbild des Kaisers Herakleios (610–641), doch gilt diese Annahme seit langem als widerlegt. Die in der älteren Forschung vertretene Identifikation als Valentinian I. (364–375) wird heute meist ebenfalls abgelehnt, ebenso jene als Honorius. Die genaue Datierung ist weiterhin strittig, aber als sehr wahrscheinlich gilt heute eine Entstehung in der zweiten Hälfte des 5. Jahrhunderts. Die für Kaiserdarstellungen nach Diokletian eher untypische (angedeutete) Bärtigkeit stützt die Deutung der Statue als Bildnis des oströmischen Kaisers Leo I. (457–474), der auf einigen Münzen bärtig gezeigt wird; aber auch eine Identifikation als Kaiser Markian (450–457) ist möglich (dieser trug im Unterschied zu Leo aber keinen Bart). Beide Kaiser griffen wiederholt in die Geschicke Westroms ein.